# Seine großen Erfolge II
Seine großen Erfolge II ist das vierte Kompilationsalbum des österreichischen Schlagersängers Freddy Quinn, das 1963 im Musiklabel Polydor (Nummer 46 784 EPH) im Rahmen der 24 Alben umfassenden Serie Seine/Ihre Grossen Erfolge erschien. Es umfasste Lieder der Genres Schlager, Popmusik, Folk, World und Country-Musik.

## Plattencover
Auf dem Plattencover ist Freddy Quinn von vorne zu sehen, er trägt ein Sakko und unterhalb einen weißen Rollkragenpullover.

## Musik
13 der 16 Stücke wurden von 1958 bis 1963 als Single veröffentlicht.
Lieder dieses Kompilationsalbums wurden in folgenden Studioalben veröffentlicht:
- Freddy El Millonario (1964): Wann kommt das Glück auch zu mir (geschrieben von Freddy Quinn, Lotar Olias, Max Colpet)
- Heimweh (1968): Noch immer allein (geschrieben von Lotar Olias, Peter Moesser); Du brauchst doch immer wieder einen Freund (geschrieben von Aldo von Pinelli, Lotar Olias); So viel Träume (geschrieben von Hilda Schroeter, Lotar Olias); Nur der Wind (geschrieben von Aldo von Pinelli, Günter Loose, Lotar Olias); Und das weite Meer (geschrieben von Günter Loose, Lotar Olias)

## Titelliste
Das Album beinhaltet folgende 16 Titel:
- Seite 1

1. Lass’ mich noch einmal in die Ferne
2. Du brauchst doch immer wieder einen Freund
3. Du musst alles vergessen (Ay-Ay-Ay-Amigo)
4. Der Legionär
5. Nur der Wind
6. So viel Träume
7. Weit ist der Weg
8. La botella

- Seite 2

1. Allein wie du
2. In Hongkong, da hat er ’ne Kleine
3. Wann kommt das Glück auch zu mir
4. Keine Bange, Lieselotte
5. Noch immer allein
6. Und das weite Meer
7. Guitar Playing Joe
8. Wenn die Sehnsucht nicht wär’